# Giuseppe Terragni
Giuseppe Terragni (Meda, 18 d'abril de 1904 - Como, 19 de juliol de 1943) va ser un arquitecte italià va ser un pioner en el moviment italià sota el nom del Racionalisme al llac de Como. Un dels seus treballs més famosos és la Casa del Fascio, la qual va ser començada el 1932 i completada el 1936. La casa va ser construïda originàriament sota l'estil internacional d'arquitectura a Como, un poble al nord d'Itàlia.

## Biografia
Giuseppe va estudiar al Col·legi Tècnic de Como i després va acabar arquitectura al Politècnic de Milà. El 1927, ell i el seu germà Attilio van obrir una oficina a Como que va estar oberta fins a la mort de Giuseppe durant la Segona Guerra Mundial.
Estant un pioner a l'arquitectura moderna a Itàlia, Terragni va crear alguns dels edificis més importants. Membre fundador del feixista «Grup 7» i líder del racionalisme italià, Terragni va lluitar per posicionar l'arquitectura lluny del revivalisme neoclàssic i neobarroc. El 1926, ell i d'altres membres del Grup 7 van signar un manifest que els va fer líders en la seva lluita contra el revivalisme.
A una carrera professional que només va durar 13 anys, Terragni va crear un petit però important grup de projectes; quasi tots es troben a Como, el qual va ser aleshores el centre de l'arquitectura italiana moderna. Aquests treballs van formar el nucli del llenguatge del racionalisme italià o arquitectura moderna. En els seus últims projectes, Terragni va assolir un marcat caràcter mediterrani a través de la fusió entre la teoria moderna i la tradició.

## Aportacions
- Mur laminar: concepte en el qual el mur és tractat com una làmina, una pell que es desplega del volum original.
- Buidatge: Terragni acostumava a buidar unes certes parts del volum total, sense perdre la referència de l'objecte original.